# 16ª edizione dei Directors Guild of America Award
La 16ª edizione dei Directors Guild of America Award si è tenuta nel corso del 1964 e ha premiato il migliore regista cinematografico e televisivo del 1963.

## Cinema
- Tony Richardson – Tom Jones
- Federico Fellini – 8½
- Elia Kazan – Il ribelle dell'Anatolia (America, America)
- Ralph Nelson – I gigli del campo (Lilies of the Field)
- Martin Ritt – Hud il selvaggio (Hud)

## Televisione
- George Schaefer – Hallmark Hall of Fame per l'episodio Pygmalion
- Buzz Kulik – Kraft Television Theatre per gli episodi The Case Against Paul Ryker (Part 1) e The Case Against Paul Ryker (Part 2)
- Robert Ellis Miller – Breaking Point per l'episodio And James Was a Very Small Snail
- Stuart Rosenberg – Richard Boone (The Richard Boone Show) per l'episodio The Fling
- Robert Scheerer – The Danny Kaye Show per la puntata con Dick Van Dyke

## Premi speciali

### Premio per il membro onorario
- Joseph C. Youngerman